# Abraxas infraguttata
Abraxas infraguttata là một loài bướm đêm trong họ Geometridae.